# Junona
Junona (łac. Iuno) – w mitologii rzymskiej bogini niebios, małżonka Jowisza, opiekunka kobiet, małżeństwa i rodziny. Jej greckim odpowiednikiem była Hera.
Córka Saturna i Ops, obok Jowisza i Minerwy była jedną z postaci rzymskiej triady naczelnych bóstw czczonych na Kapitolu (Iuno Capitolina). Jej sławne starożytne sanktuarium znajdowało się w Lanuwium (stąd przydomek Lanuvina). Jej liczne funkcje charakteryzowały inne przydomki:
- Juno Regina – jako małżonki Jowisza
- Juno Sospita – jako opiekunki miasta
- Juno Moneta – jako doradczyni i przestrzegającej
- Juno Februata – jako patronki czystości i płodności
- Juno Virginalis – jako opiekunki dziewic
- Juno Pronuba – jako patronki zaślubin
- Juno Lucina – jako opiekunki narodzin i rodzących kobiet
- Juno Matronalis – jako patronki kobiet zamężnych (matron)
- Juno Iugalis – jako opiekunki więzi małżeńskich

Do mniej znanych przydomków bogini należą: Domiduca, Unxia czy Caprotina. 
Nierzadko wyobrażano ją z bronią (włócznią), w okryciu z koziej skóry, typowym dla żołnierzy podczas wojennej kampanii. Do przypisanych jej stworzeń należał m.in. paw i gęsi. Inne atrybuty miała podobne jak grecka Hera (berło, diadem). U Rzymian był jej poświęcony pierwszy dzień miesiąca (kalendy) i miesiąc czerwiec (Iunius). Uroczystym świętem były obchodzone 1 marca Matronalia (feriae Matronales).
Mianem iuno określano też półboską, śmiertelną istotę opiekującą się kobietą i towarzyszącą jej od narodzin do śmierci. Uważano, że każda z kobiet miała swoją indywidualną iuno, której męskim odpowiednikiem  był geniusz. Miały je również boginie, np. Virtus.